# 亜玖魔サキ
亜玖魔 サキ（あくま サキ、3月9日）は、日本のバーチャルYouTuber、バーチャルアイドル。所属事務所はAXEL-V。

## 概要
キャラクターの設定は「歌とギターとアニメが大好きな"平凡"な女子高生。自分の歌でたくさんの人の心を動かせるような存在になることが目標。」となっている。
キャラクターデザインは、ふーみ、Live2Dモデルはfumi。
ファンネームは「けんぞきゅ」。
2022年10月16日、運営のサポート・プロデュース能力の不足と資金不足から AXEL-V が解散、それと同時に卒業となった。

## 経歴
2020年
- 11月6日、Twitterでの活動を開始。
- 11月8日、テストの準備で忙しいためTwitterでの活動を一時休止。

2021年
- 1月9日、Twitter活動を再開。
- 1月17日、YouTubeにて初配信を行い、デビュー。
- 1月25日、メンバーシップを解禁。

2022年
- 10月16日、卒業。